# Nina Derwael
Nina Derwael (* 26. März 2000 in Sint-Truiden) ist eine belgische Turnerin. Sie wurde 2018 und 2019 Weltmeisterin und 2021 Olympiasiegerin am Stufenbarren.

## Karriere
Beim Europäischen Olympischen Sommer-Jugendfestival 2015 gewann Derwael am Stufenbarren die Silbermedaille und im Bodenturnen die Bronzemedaille. 
Derwael nahm an den Olympischen Sommerspielen 2016 in Rio de Janeiro teil. Mit dem belgischen Team erreichte sie im Mannschaftsmehrkampf Platz 12. Im Einzelmehrkampf erreichte sie das Finale, in welchem sie die zweitbeste Übung am Stufenbarren zeigte. Insgesamt erreichte sie im Mehrkampf Platz 19. Beim Einzelwettbewerb am Stufenbarren erreichte Derwael Platz 12 in der Qualifikation. Weiterhin erreichte sie Platz 28 am Schwebebalken und Platz 39 im Bodenturnen.  
Bei ihren ersten Weltmeisterschaften, 2017 in Montreal, gewann Derwael am Stufenbarren die Bronzemedaille. Im Finale im Mehrkampf belegte sie den achten Platz. Im Folgejahr wurde sie in Doha Weltmeisterin am Stufenbarren. Im Mehrkampf und am Schwebebalken verpasste sie mit vierten Plätzen knapp weitere Medaillen. Bei den Weltmeisterschaften 2019 in Stuttgart verteidigte Derwael ihren Titel am Stufenbarren.

## Auszeichnungen
Ein von Derwael bei den Weltmeisterschaften 2017 gezeigtes Element am Stufenbarren ist nach ihr und nach Georgia-Mae Fenton benannt.
Derwael wurde 2018, 2019 und 2021 belgische Sportlerin des Jahres. Im Jahr 2018 wurde ihr für den ersten Weltmeistertitel einer belgischen Turnerin die Auszeichnung Trophée National du Mérite Sportif verliehen.